# Novofoudrasia curvata
Novofoudrasia curvata is een keversoort uit de familie bladkevers (Chrysomelidae). De wetenschappelijke naam van de soort werd in 1997 gepubliceerd door Yu in Wang & Yu.